# A kedvenc (film, 2018)
A kedvenc (eredeti cím: The Favourite) 2018-ban bemutatott brit-amerikai-ír drámai vígjáték I. Anna brit királynő kegyeiért folytatott küzdelemről a görög Jórgosz Lánthimosz rendezésében. A három főszereplő Olivia Colman, Emma Stone és Rachel Weisz. A filmet 2018 augusztusában mutatták be a Velencei Nemzetközi Filmfesztiválon, ahol a film elnyerte a zsűri nagydíját és Olivia Colman a legjobb női főszereplőnek járó Volpi Kupát vehette át. Továbbá Colman a legjobb női főszereplőnek járó Oscar- és Golden Globe-díjat is kiérdemelte. 
Magyarországon a filmet 2019 februárjában mutatták be.

## Cselekmény
Az 1700-as évek elején járunk, Anglia háborúban áll a franciákkal. A trónon az egyre romló egészségű Stuart Anna (Olivia Colman) ül, aki nem kívánja személyesen irányítani országát. Helyette más különleges tevékenységet űz: homárt tenyészt és házinyulakkal játszik, szám szerint tizenhéttel, ami az elvesztett gyermekeit szimbolizálja. Anna bizalmasa és tanácsadója, Sarah Churchill (Rachel Weisz), Marlborough grófnéja, kormányozza a királynő helyett Nagy-Britanniát, de a befolyását teljesen nem tudja kiterjeszteni Annára. Robert Harley (Nicholas Hoult), parlamenti képviselő és tehetős földbirtokos, aláássa Sarah ténykedéseit.
Az események akkor vesznek fordulatot, mikor Sarah unokatestvére, Abigail Hill (Emma Stone), az udvarba érkezik. A lány a németek között nevelkedett fel, mert az apja annyira eladósodott, hogy eladta a lányát szolgasorba. Abigail a kastélyban is először alantas munkákat végez, de feltűnik neki, hogy a királynő milyen beteg, és kieszel egy okos tervet. Gyógynövényekkel borogatja Anna lábát, amiért először büntetést kap Sarah-tól, de később belátva, hogy a királynő jobban érzi magát, felfogadja komornájának. 
Harley kihasználva az alkalmat, megpróbálja rávenni Abigailt, hogy kémkedje ki Sarah hatáskörét, hogy esélyük legyen a nő hatalmát legyengíteni. Abigail eleinte nem egyezik bele, azonban rájön, hogy Sarah és Anna királynő kapcsolata túlmegy a barátságon, és meglátja a helyzetben a saját felemelkedési lehetőségét. Sarah a háború miatt az ország ügyeivel foglalatoskodik, Abigail pedig ezt kihasználva barátnői viszonyt alakít ki maga és a királynő között, ami gyorsan szeretővé alakul át. Sarah megpróbálja elüldözni Abigailt, de a nő cserébe megspékeli Sarah teáját, így mikor a grófné kilovagol, leesik a lováról, és napokra eltűnik az erdőben.
Anna nem érti, hogy Sarah miért marad el olyan sokáig, és azt hiszi, hogy féltékenységből hagyja őt bizonytalanságban. Ezért Abigail élvezheti a királynő bizalmát, és teljesen a királynői kegybe fogadják kezdve Samuel Masham báró bemutatásával, majd a házassági ajánlattal. Mikor Sarah visszatér, Abigail már elfoglalta a helyét, ezért Sarah egy utolsó csatát indít: vagy elküldi Anna Abigailt, vagy Sarah nyilvánosságra hozza kettejük levelezését, ami a magánéletük minden részletét tartalmazza. Ezzel azonban csak saját magát és kettejük bizalmát tiporja el. Sarah elmegy az udvartól, de Abigail egész Britanniából kikergeti, mikor állítólagos bizonyítékot talál arra, hogy Sarah és férje állami pénzt sikkasztott.
Megnyerve Sarah ellen a háborút, és elérve kitűzött célját a ranglétrán, Abigail durván érzékelteti a királynő egy nyulán az elért hatalmát és erejét. Anna látva a jelenetet, megparancsolja Abigailnak, hogy masszírozza meg fájós lábait, megszégyenítve ezzel a nőt, és emlékeztetőül adva, hogy még mindig ő a királynő.

## Szereplők
| Színész        | Szerep           | Magyar hangja     |
| -------------- | ---------------- | ----------------- |
| Olivia Colman  | I. Anna          | Kocsis Judit      |
| Rachel Weisz   | Sarah Churchill  | Hámori Eszter     |
| Emma Stone     | Abigail Masham   | Nemes Takách Kata |
| Nicholas Hoult | Robert Harley    | Jéger Zsombor     |
| Joe Alwyn      | Samuel Masham    | Rada Bálint       |
| Mark Gatiss    | John Churchill   | Barbinek Péter    |
| James Smith    | Sidney Godolphin | Varga T. József   |

## Háttértörténet
Az első forgatókönyv húsz évvel korábban készült el Deborah Davis keze nyomán. A történészként végzett Davis egy újságcikkben olvasott először Sarah grófné és Anna királynő románcáról, s mivel azelőtt nem tudott erről semmit, belevetette magát a témába. Rábukkant Winston Churchill irataira, aki saját felmenőjéről írt történetet: Marlborough grófjáról, John Churchillről, aki négy részes önéletrajzában hozza összefüggésbe a szerelmi háromszöget és a három nő, Sarah Churchill, Anna királynő és Abigail Masham kapcsolatát. Davis szintén nagy hasznát vette Sarah naplójának, amiben a hölgy leírja, miként lett kegyvesztett, és hogyan lett Abigail az abszolút kedvenc a királynő udvarában.
Megtalálva a forrásait, Davis esti iskolába járt, hogy megtanulja, hogyan kell forgatókönyvet írni. A mű első változatát Ceci Dempsey-nek mutatta meg először, akkor még The Balance of Power címmel. Habár Dempsey-t felvillanyozta a történet, nehezen talált rá még akkor producert, mert eladhatatlannak tartották, hogy a férfiak háttérben maradnak, és csak a női színészgárda van a középpontban, nem beszélve a leszbikus tartalomról. A 2010-es években a forgatókönyv Ed Guiney, az Element Pictures társalapítójának kezébe került, a projekt ekkor már A kedvenc nevet viselte. Guiney felvette a kapcsolatot Lánthimosszal, aki már ismertnek számított az Oscar-díjra jelölt Dogtooth című idegen nyelvű filmjével. Lánthimosz Tony McNamarát kérte meg, hogy frissítse fel a forgatókönyvet, 2013-ra pedig már elég támogatás gyűlt össze, hogy a papírokba életet leheljenek. 
Lánthimosz 2014-ben elküldte a forgatókönyvet Olivia Colmannek, akit a királynő szerepére szánt, közben leforgatta A homár című filmjét, ami elnyerte a cannes-i fesztivál zsűri díját. Colman azonnal elfogadta az ajánlatot, s 2018-ra ez lett a harmadik királynői alakítása. Abigail karakterét Emma Stone kapta meg, annak ellenére, hogy Lánthimosz nem volt biztos benne, hogy a színésznő képes drámai alakításokra. 2014-ben Stone addig csak a vígjátékokban szerzett magának nevet, Oscar-díjas alakítása is évekkel később ért meg a Kaliforniai álomban. Stone végül elmehetett a meghallgatásra azzal a feltétellel, ha dolgozik a kiejtésén egy tanárral. Sarah Churchillre Lánthimosz Kate Winsletet próbálta megnyerni, de a színésznő visszautasította az ajánlatot, ezért Cate Blanchett lett a következő jelölt. Blanchett azonban összeférhetetlenség miatt nem tudta elfogadni a szerepet, ezért Lánthimosz végül Rachel Weiszt választotta, aki A homár című filmjében is játszott.
A forgatási munkálatok 2017 után kezdődtek meg, mert Lánthimosz egy másik filmet forgatott az Egy szent szarvas meggyilkolása címmel.   

## Kritika
A kedvenc 94%-ot ért el a Rotten Tomatoeson 251 értékelés alapján és 91 pontot a metacriticen. A kritikusok dicsérték a film eredetiségét, és hogy képes volt felülemelkedni a kosztümös műfajon. Külön kiemelték Olivia Colman alakítását, aki mindenkit felülmúl a produkcióban. Tomris Laffly írta Roger Ebert filmkritikus honlapján, hogy a film „jól megragadja azt a fajta női háborúskodást, amit a Nőkből, a Mindent Évárólból, a Bajos csajokból és A szolgálólány meséjéből ismerünk.”
„Lánthimosz (a rendező) eléri, hogy törődjünk ezekkel a harcosnőkkel, akik anélkül, hogy védelmüket leengednék, feltárják gyengeségeiket és bánatukat. Ez az ötletes keverékbomba éppen annyira mélyen érintő, mint amennyire játszi könnyed.” – írta Peter Travers a Rolling Stone magazinban.
Magyarországon, a Filmtekercs weboldalán Rakita Vivien szerint „A kedvenc (...) a királydráma és a kosztümös filmek paródiájának, a kimagaslóan tehetséges színésznők és a szerzői rendezés tökéletes elegye, Anna királynő kortársa, Vivaldi zenéjének hibátlan aláfestésével, amelyben Yorgos Lanthimos ismét bebizonyította, hogy nem tud hibázni.”

## Fontosabb díjak és jelölések
| Díj                               | Kategória                                                                                                  | Eredmény |
| --------------------------------- | --- | -------- |
| BAFTA-díj                         | legjobb film (Ceci Dempsey, Ed Guiney, Jórgosz Lánthimosz, Lee Magiday)                                    | Jelölve  |
| BAFTA-díj                         | legjobb rendező (Jórgosz Lánthimosz)                                                                       | Jelölve  |
| BAFTA-díj                         | legjobb női főszereplő (Olivia Colman)                                                                     | Elnyerte |
| BAFTA-díj                         | legjobb női mellékszereplő (Rachel Weisz)                                                                  | Elnyerte |
| BAFTA-díj                         | legjobb női mellékszereplő (Emma Stone)                                                                    | Jelölve  |
| BAFTA-díj                         | legjobb eredeti forgatókönyv(Deborah Davis, Tony McNamara)                                                 | Elnyerte |
| BAFTA-díj                         | legjobb operatőr (Robbie Ryan)                                                                             | Jelölve  |
| BAFTA-díj                         | legjobb brit film (Jórgosz Lánthimosz, Ceci Dempsey, Ed Guiney, Lee Magiday, Deborah Davis, Tony McNamara) | Elnyerte |
| BAFTA-díj                         | legjobb díszlet (Fiona Crombie, Alice Felton)                                                              | Elnyerte |
| BAFTA-díj                         | legjobb jelmez (Sandy Powell)                                                                              | Elnyerte |
| BAFTA-díj                         | legjobb smink (Nadia Stacey)                                                                               | Elnyerte |
| BAFTA-díj                         | legjobb vágás (Giorgosz Mavropszaridisz)                                                                   | Jelölve  |
| Oscar-díj                         | legjobb film                                                                                               | Jelölve  |
| Oscar-díj                         | legjobb rendező                                                                                            | Jelölve  |
| Oscar-díj                         | legjobb női főszereplő (Olivia Colman)                                                                     | Elnyerte |
| Oscar-díj                         | legjobb női mellékszereplő (Rachel Weisz)                                                                  | Jelölve  |
| Oscar-díj                         | legjobb női mellékszereplő (Emma Stone)                                                                    | Jelölve  |
| Oscar-díj                         | legjobb eredeti forgatókönyv                                                                               | Jelölve  |
| Oscar-díj                         | legjobb látványterv                                                                                        | Jelölve  |
| Oscar-díj                         | legjobb operatőr                                                                                           | Jelölve  |
| Oscar-díj                         | legjobb jelmez                                                                                             | Jelölve  |
| Oscar-díj                         | legjobb vágás                                                                                              | Jelölve  |
| Golden Globe-díj                  | legjobb vígjáték vagy musical                                                                              | Jelölve  |
| Golden Globe-díj                  | legjobb női főszereplő (Olivia Colman)                                                                     | Elnyerte |
| Golden Globe-díj                  | legjobb női mellékszereplő (Rachel Weisz)                                                                  | Jelölve  |
| Golden Globe-díj                  | legjobb női mellékszereplő (Emma Stone)                                                                    | Jelölve  |
| Golden Globe-díj                  | legjobb forgatókönyv (Deborah Davis, Tony McNamara)                                                        | Jelölve  |
| Screen Actors Guild-díj           | legjobb női főszereplő (Olivia Colman)                                                                     | Jelölve  |
| Screen Actors Guild-díj           | legjobb női mellékszereplő (Rachel Weisz)                                                                  | Jelölve  |
| Screen Actors Guild-díj           | legjobb női mellékszereplő (Emma Stone)                                                                    | Jelölve  |
| Velencei Nemzetközi Filmfesztivál | Arany Oroszlán                                                                                             | Jelölve  |
| Velencei Nemzetközi Filmfesztivál | Zsűri nagydíja                                                                                             | Elnyerte |
| Velencei Nemzetközi Filmfesztivál | Queer Lion                                                                                                 | Jelölve  |
| Velencei Nemzetközi Filmfesztivál | Volpi Kupa: legjobb színésznő (Olivia Colman)                                                              | Elnyerte |